# Excuse 17
Excuse 17 – amerykański żeński zespół indie rockowy, działający w pierwszej połowie lat 90. XX wieku.

## Historia
Zainspirowane przez takie zespoły jak Bikini Kill, Bratmobile czy Heavens to Betsy, gitarzystki/wokalistki Carrie Brownstein i Becca Albee stworzyły zespół Excuse 17 w miejscowości Olympia w 1993, razem z perkusistą CJ (skrót od Curtis James) Phillips. Debiutancka płyta długogrająca grupy, Excuse 17, wydana została przez niezależną wytwórnię Chainsaw Records w 1995. W tym samym roku ukazał się krążek zatytułowany Such Friends Are Dangerous wydany przez Kill Rock Stars. Tuż po wydaniu drugiego albumu zespół rozpadł się. Rebecca Albee przeszła potem do undergroundowej formacji Motel No-Tell, natomiast Carrie Brownstein zdobyła większą popularność jako członkini Sleater-Kinney.

## Ostatni skład
- Carrie Brownstein – gitara, śpiew
- Becca Albee – gitara basowa, śpiew
- Curtis Phillips – perkusja

## Dyskografia

### LP
- Excuse 17 (1995)
- Such Friends Are Dangerous (1995)